# Реабилитация в ревматологии
Реабилитация в ревматологии
Реабилитация — это активный процесс, целью которого является достижение полного восстановления нарушенных вследствие заболевания или травмы функций, либо, если это нереально — оптимальная реализация физического, психического и социального потенциала инвалида, наиболее адекватная интеграция его в обществе (Комитет экспертов ВОЗ 1980 г.)
Подсистемы реабилитации
- Медицинская реабилитация (городские, областные отделения, центры реабилитации системы здравоохранения)
- Социальная реабилитация (служба социальной защиты: социальное обеспечение инвалидов)
- Профессиональная реабилитация (профориентация, профессиональное обучение)

## Специфика реабилитации больных ревматическими заболеваниями
- постоянное прогрессирование болезни;
- множественная локализация патологических очагов;
- выраженный болевой синдром;
- сложность бытовой и профессиональной реадаптации в связи с нестабильностью степени физической неполноценности больного.

### Задачи реабилитации в ревматологии
- купирование болевого синдрома
- сохранение и увеличение объема движений в суставах
- повышение силы и выносливости мышц
- предупреждение возникновения деформаций во всех отделах опорно-двигательной системы и коррекция уже возникших деформаций
- оказание больным психо-социальной помощи
- улучшение качества жизни пациентов

### Принципы реабилитации
- комплексность
- дифференцированность
- последовательность
- индивидуализация
- этапность

## Основные реабилитационные средства
- кинезотерапия
- массаж
- тракционное лечение
- механотерапия
- ортезирование
- физиотерапия
- рефлексотерапия
- трудотерапия
- психотерапия

### Кинезотерапия
- Постуральные (лечение положением)
- Физические
  - Идеомоторные
  - Пассивные
  - Активные

### Трудотерапия
Массаж — метод механического воздействия на поверхностные ткани тела человека, производимого либо руками массажиста в виде определенных приемов, либо специальными аппаратами
- Лечебный
- Гигиенический
- Косметический
- Спортивный
- Рефлекторный
- Самомассаж

Противопоказания к массажу:
- Общие (болезни кожи, острые инфекционные и лихорадочные состояния, кровотечения, тромбофлебит или значительное варикозное расширение вен, декомпенсированные соматические состояния, активная форма ТБ, злокачественные новообразования)
- Высокая активность процесса
- Васкулиты
- Лимфаденопатия
- Ревматоидные узелки
- Тофусы

### Тракционное лечение
Манжеточное вытяжение за бедра, голени для профилактики и ранней коррекции сгибательных контрактур коленных и тазобедренных суставов

### Физиотерапевтические методы
- Природные факторы
  - Водолечение
  - Бальнеолечение (лечебные минеральные воды, грязелечение, нафталан)
- Климатолечение (гелиотерапия, талассотерапия, аэротерапия)

### Преформированные
- Электролечение
- Магнитотерапия
- Светолечение
- УЗ, фонофорез
- Теплолечение
- Криотерапия
- Водолечение — использование в лечебных и профилактических целях пресной воды, природных минеральных вод и их искусственных аналогов (компрессы, обливания, ванны, минеральные воды)

## Санаторно-курортное лечение РЗ
- Болезнь Бехтерева — сероводородные, радоновые ванны, грязевые аппликации, физиотерапия (Пятигорск, Сочи, Одесса, Цхалтубо, Евпатория)
- Ревматоидный артрит — сероводородные, радоновые ванны, парафиновые аппликации, физиотерапия (Сочи, Пятигорск, Нафталан, Талги)
- Остеоартроз — сероводородные, радоновые, серные ванны, лечебные грязи, рапа, физиотерапия (Пятигорск, Сочи, Саки, Цхалтубо, Евпатория)
- Системная склеродермия — сероводородные, водно-радоновые и углекислые, суховоздушные радоновые ванны, грязевые аппликации, рапные ванны, физиотерапия (Пятигорск, Евпатория)
- Подагра — общие радоновые и сероводородные ванны (Пятигорск, Сочи, Цхалтубо, Ессентуки)